# Paton
La Paton è una casa motociclistica milanese attiva dal 1958, specializzata in moto da competizione.

## Storia e competizioni
Fondata nel 1958 da due ex dipendenti del reparto corse FB Mondial, Giuseppe Pattoni (1926-1999) e Lino Tonti (1920-2002), la Paton (il nome deriva dalla “fusione” dei cognomi dei due fondatori Pattoni Tonti) inizia l'attività trasformando da monoalbero a bialbero alcune Mondial 125 rilevate da Pattoni in seguito alla chiusura, alla fine della stagione 1957, del reparto corse Mondial. Con una di queste moto inizia la carriera Mike Hailwood, terminando 7º al Tourist Trophy e conquistando la vittoria sul circuito di Silverstone nel 1958.

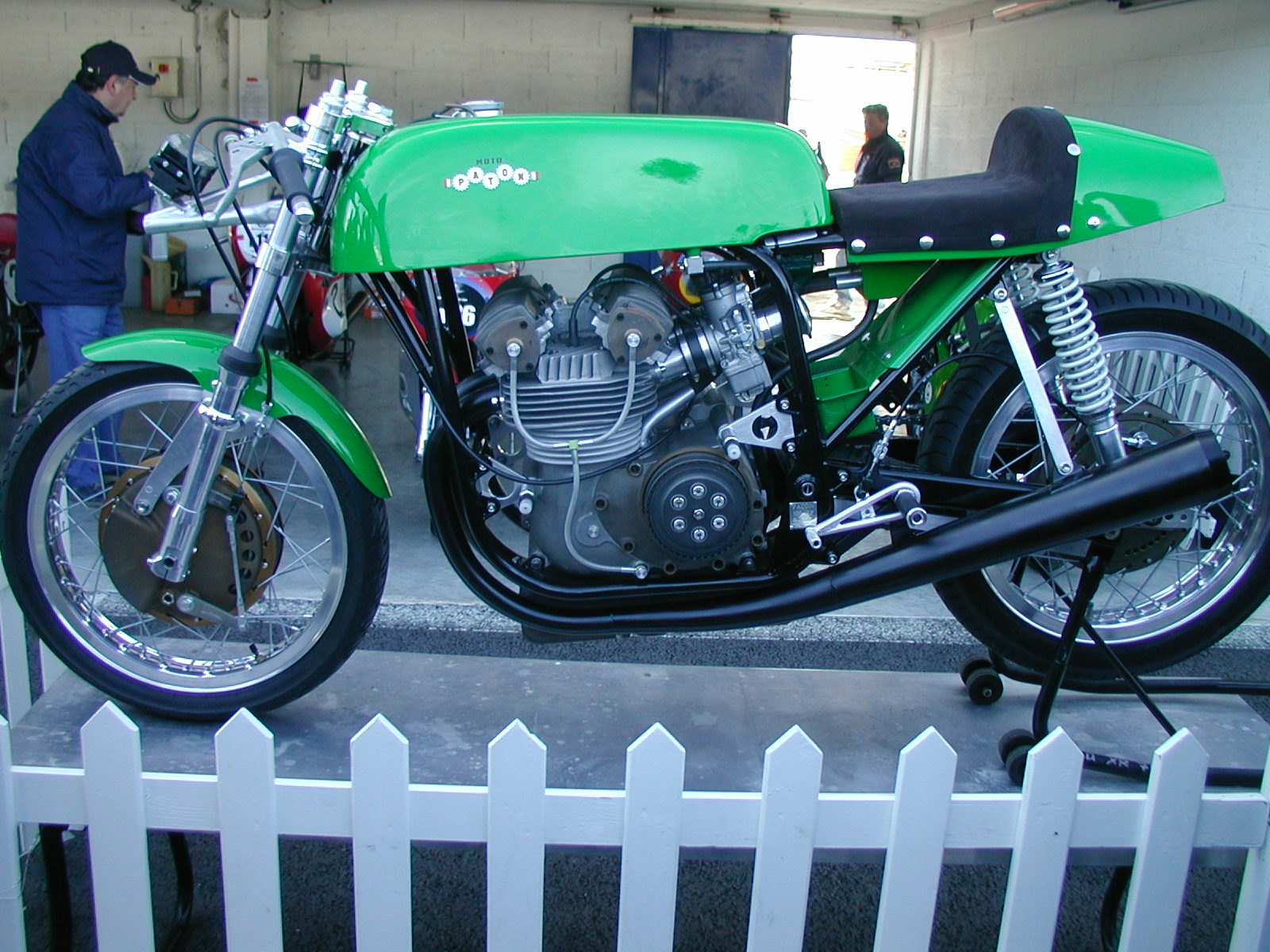
La Paton 500 bicilindrica (priva della carenatura) nella classica colorazione verde della casa milanese.

Poco dopo si fa debuttare una 250 bicilindrica bialbero derivata da un progetto di Tonti, moto che ha poca fortuna nelle corse. Il sodalizio tra Pattoni e Tonti dura fino al 1960, anno in cui Tonti passa alla Bianchi portando con sé il progetto di una nuova 250, lasciando a Pattoni una traccia da sviluppare.
Il primo prototipo della nuova quarto di litro debutta nel 1964 con Gianpiero Zubani in una gara del campionato Italiano, a Modena. Successivamente la Paton debutta nel motomondiale, cogliendo al Tourist Trophy un terzo posto con Alberto Pagani, a fine stagione undicesimo nella classifica della classe 250. Nel 1965 arriva una nuova versione della bicilindrica, maggiorata a 350 cm³, mentre dell'anno seguente è la 500. Quest'ultima sarà la moto che da più soddisfazioni a Pattoni: nel 1967 l'inglese Fred Stevens è sesto nel mondiale, mentre Angelo Bergamonti vince il campionato Italiano Seniores battendo Giacomo Agostini e la MV Agusta. Altra stagione importante è il 1969, quando Billie Nelson è quarto nel mondiale (17º Bergamonti, 22º Trabalzini e 34º Bertarelli gli altri classificati con la mezzo litro milanese), mentre Franco Trabalzini è secondo nel campionato Italiano. La Paton si dimostrò così tra le più valide alternative per i piloti non ufficiali (in pratica tutti, meno Agostini) insieme alla LinTo (progettata da Lino Tonti dopo la chiusura della Bianchi).
Con gli anni settanta la Paton inizia una parabola discendente: ultimo sprazzo di gloria per la quattro tempi milanese è il terzo posto di Armando Toracca nell'italiano 1974. La stagione seguente è l'ultima per la "500" bicilindrica: a pilotarla è Virginio Ferrari. Con il 1976 Pattoni presenta una nuova moto, la V 90 BM 4, spinta da un motore quattro cilindri a V due tempi. I risultati sono però scarsi e si decide di lasciar perdere le corse. La pausa dura fino al 1983, quando viene presentata la RC, progettata da Giuseppe Pattoni insieme al figlio Roberto. A questa seguirà nel 1986 la V 115 C2, con cui Vittorio Scatola conclude al terzo posto il campionato Europeo Velocità del 1988, vincendo la prova italiana corsa a Misano.

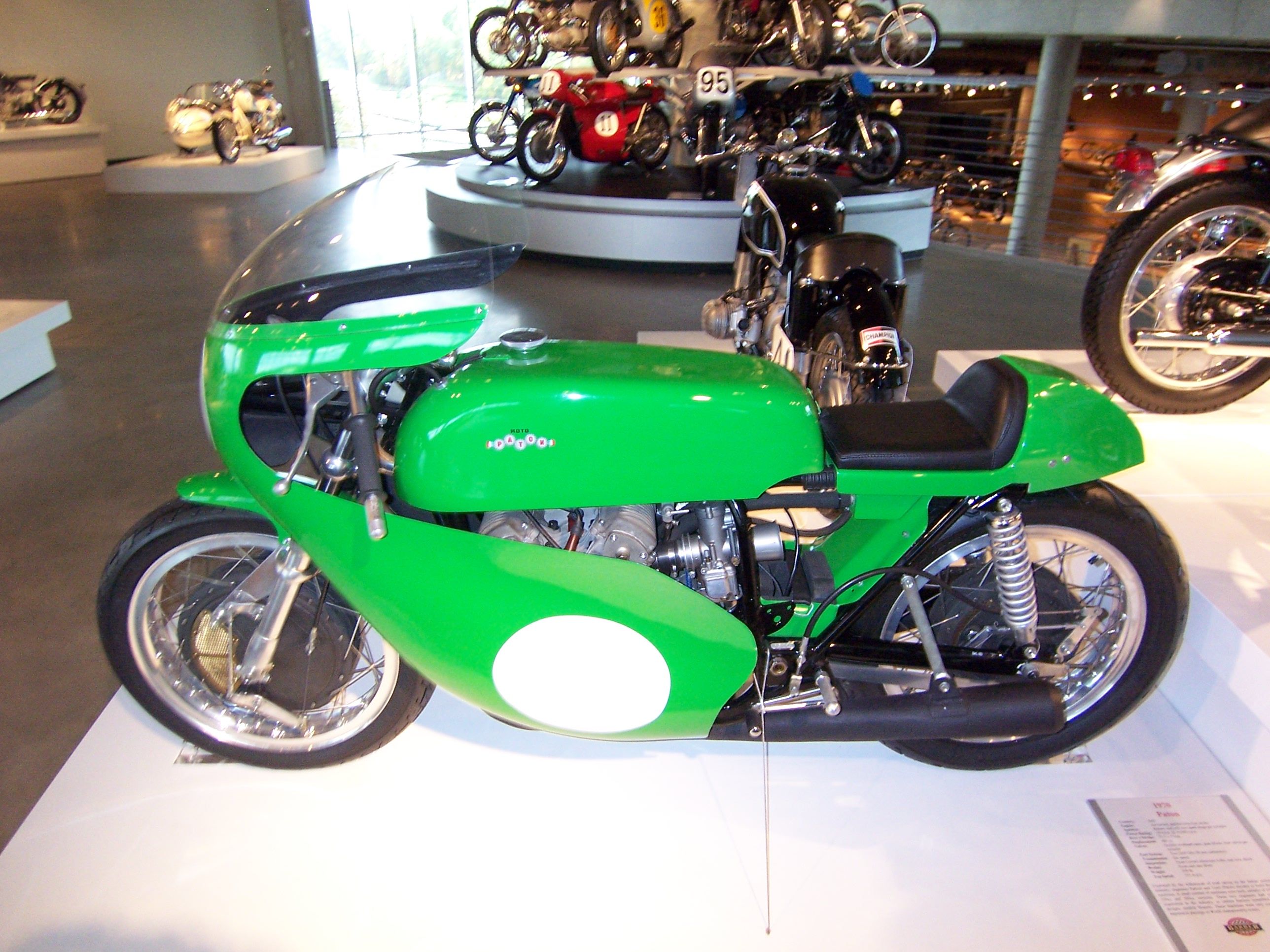
La Paton 500 GP bicilindrica del 1970.

Nel 1994 è il turno di una nuova versione della 4 cilindri milanese, la C10/1, che nella stagione 1995 conquista buoni piazzamenti. Al termine della stagione seguente, però, la Paton si vede negare dall'IRTA il diritto a partecipare al Mondiale 1997 poiché la moto è considerata poco competitiva (di conseguenza si vedranno al via moto Paton in poche occasioni, grazie soprattutto a occasionali wild card). I Pattoni non demordono, e continuano a sviluppare la loro moto.
Nonostante la morte di Giuseppe Pattoni nel 1999, l'avventura prosegue: nel 2000 la Paton presenta la PG 500 R con cui riesce a partecipare a cinque gare del Mondiale, come wild card, e con Paolo Tessari, riesce a guadagnare un punto, grazie al 15º posto al GP di Germania. Nel 2001 l'IRTA nega di nuovo l'iscrizione al Motomondiale; grazie all'aiuto di uno sponsor riesce comunque a partecipare a quattro gare con la nuova PG 500 RC (evoluzione della precedente versione R) accreditata di 190CV a 12800 giri, ottenendo delle wild card per Vladimír Častka, Sébastien Gimbert e Shaun Geronimi. Nel 2002 la fine dell'avventura, con l'estromissione dalle gare.
L'attività della Paton, però, non cessa: Roberto Pattoni, a partire dal 2004, inizia la produzione in piccola scala di una replica della “500” bicilindrica nella versione 1968, con la quale si è ritornati a correre al Manx Grand Prix, cogliendo un secondo posto nel 2006 e la vittoria nel 2007 con Ryan Farquhar, anno in cui è ritornata a correre anche la C5, schierata eccezionalmente al Senior TT, conclusosi però con un ritiro. Il nordirlandese ha rivinto il Manx GP nel 2011, lasciando il secondo classificato a quasi due minuti.
A fine 2009 è stata presentata la nuova 500 Gran Premio, costruita sulla base della Ilmor X3 (ma con il motore 2 tempi dell'ultima 500 RC) con l'intenzione di produrne una piccola serie da vendere ad esclusivo "uso pista", la quale è stata commercializzata a partire dal 2010.

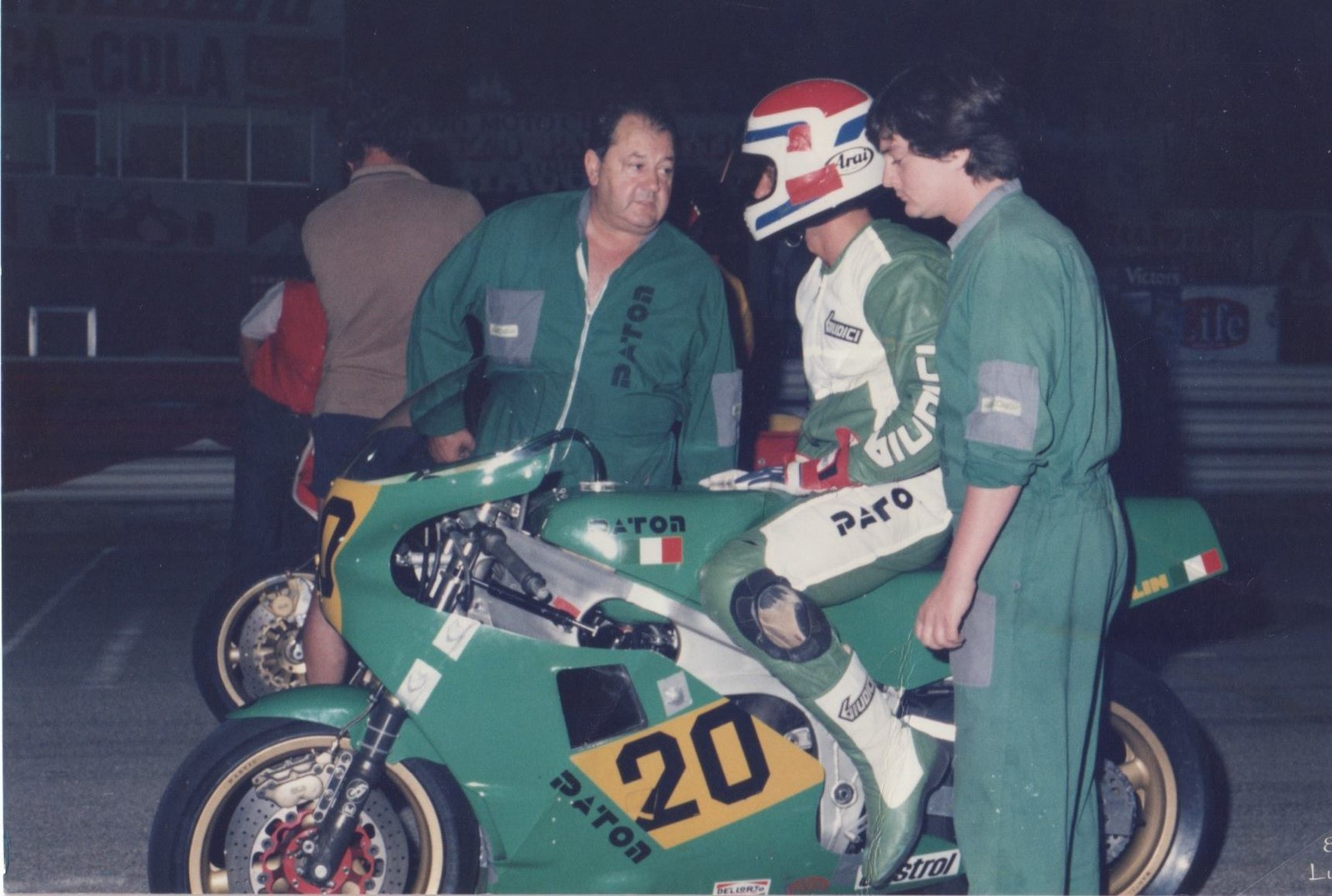
Da sinistra: il fondatore della Paton, Giuseppe Pattoni, al Santamonica nel 1986 con il pilota Vittorio Scatola, in sella alla V115 500, e con il figlio Roberto Pattoni.

Nel 2014 è stata presentata la prima motocicletta stradale della casa, la S1, che in versione modificata per le competizioni ha disputato il Tourist Trophy all'Isola di Man con il pilota bergamasco Stefano Bonetti, classificatosi 5º nel TT 2016 categoria Light Weight.
Nel novembre 2016 i marchi registrati Paton e le attrezzature per la produzione delle motociclette vengono acquistati dagli imprenditori Stefano Lavazza e Marco De Rossi, fondatori e titolari dall'azienda milanese SC-Project produttrice di impianti di scarico per moto sia stradali che da competizione. La nuova sede è a Cassinetta di Lugagnano (Milano) e Roberto Pattoni, figlio del fondatore Giuseppe Pattoni è parte fondamentale del progetto, in qualità di responsabile generale del nuovo Reparto Paton Moto.
Nel 2017 viene realizzata la nuova Paton S1-R Lightweight, evoluzione della S1, moto per partecipare al Tourist Trophy sull'Isola di Man nella categoria Lighweight con i piloti Stefano Bonetti e Michael Rutter schierati ufficialmente dal team Paton SC-Project Reparto Corse, ottenendo una vittoria fermando il cronometro a 01:16:19.324 con Michael Rutter.

La Paton V70 C10/5 di Paolo Tessari al Gran Premio d'Italia 1999 della classe 500.

Nel 2018 il team Paton SC-Project Reparto Corse schiera al Tourist Trophy due S1-R Lightweight. Nello stesso anno la S1-R Lightweight ha subito degli interventi tecnici e notevoli migliorie per aumentare le prestazioni del bicilindrico 650cc, portato ad oltre 100 HP di potenza massima grazie a nuove lavorazioni dei motori, nuovo air box e nuovo impianto di scarico. Sei S1-R Lightweight vengono schierate al Tourist Trophy 2018, due delle quali in veste ufficiale Paton dal Team Factory interno Paton SC-Project Reparto Corse, con al via i piloti Michael Dunlop, pluricampione di categoria e l'italiano Stefano Bonetti, da anni pilota Paton. Dopo una lunga battaglia il veterano Dunlop al terzo giro si posiziona in prima posizione, che manterrà fino alla fine della gara, terminata con il suo 18º trionfo al TT. Michael Dunlop segna anche il Mountain record: 122.257 mph di media al secondo, nuovo record di categoria per la Lighweight. Si posiziona quarto il secondo pilota ufficiale Paton, Stefano Bonetti, mentre Michael Rutter in sella alla S1-R Lightweight privata va a podio concludendo la gara in terza posizione.
Nel 2019 il marchio Paton con il Team SC-Project Paton Reparto Corse è nuovamente presente al Tourist Trophy sull'Isola di Man e per la prima volta anche alla 24 Ore di Le Mans, gara del Campionato Mondiale Endurance dove schiera al via una Honda CBR1000RR SP1 con preparazione Paton, moto affidata ai piloti Nicolás Terol, Matteo Baiocco e Simone Saltarelli.
Il 16 maggio 2019 la S1-R Lightweight privata guidata da Stefano Bonetti ha ottenuto la vittoria alla gara North West 200 entrando nella storia come il primo binomio italiano moto-pilota a vincere la competizione Alla fine dell’anno 2019 Roberto Pattoni abbandona definitivamente il progetto Paton che prosegue con il nuovo corso, intrapreso nel 2016, legato all’azienda SC-Project. La gestione tecnica e progettuale viene totalmente affidata ad Andrea Realini, già project manager Paton, mentre i titolari Stefano Lavazza e Marco De Rossi continueranno a seguire la parte gestionale e sportiva del marchio.